# Rifugio Sette Selle
Das Rifugio Sette Selle (deutsch Sette-Selle-Hütte, fersentalerisch Hitt van Indertol) ist eine Schutzhütte der Sektion Pergine der Società degli Alpinisti Tridentini (SAT).

## Lage und Umgebung
Das Rifugio Sette Selle liegt im Gemeindegebiet von Palai im Fersental (italienisch Palù di Fersina) in der Provinz Trient auf 1978 m s.l.m. Sie befindet sich im oberen Indertol (ital. Val Laner), einem Seitental des Fersentals (ital. Valle dei Mocheni), in einem Talkessel der von der Cima di Sette Selle überragt wird, nach der die Hütte auch benannt ist.
An der Hütte führt der Europäische Fernwanderweg E5 vorbei. Sie ist auch Etappe des Translagorai.

## Geschichte
Die Schutzhütte wurde an der Stelle einer ehemaligen österreichischen Steinbaracke aus dem Ersten Weltkrieg erbaut. Die Grundsteinlegung erfolgte 1975, feierlich eingeweiht wurde das Rifugio am 7. Oktober 1978.
Zwischen 2004 und 2006 wurde es erweitert und modernisiert.

## Zugänge
- Von Palai, 1350 m ⊙ auf Weg 343 oder 343bis (1 Stunde 30 bzw. 40 Minuten)
- Von Frotten, 1530 m ⊙ auf Weg 343 oder 343bis (1 Stunde 10 bzw. 20 Minuten)

## Nachbarhütten und Übergänge
- Zum Rifugio Tonini, 1906 m ⊙ auf Weg 340 in 3 Stunden 30 Minuten[2]
- Zum Rifugio Lago di Erdemolo, 2006 m ⊙ auf Weg 343, 325 (obere Variante) in 3 Stunden 30 Minuten oder auf Weg 343, 324 (niedrigere Variante) in 2 Stunden[3]
- Zum Rifugio Seròt, 1566 m ⊙ auf Weg 324, 325, 323 in 5 Stunden
- In das Val Calamento nach Ponte Saltòn, 1050 m ⊙ auf Weg 343, 315 in 3 Stunden

## Gipfelbesteigungen
- Sasso Rotto, 2394 m ⊙ 1 Stunde 30 Minuten
- Cima Sette Selle, 2262 m ⊙ 1 Stunde 30 Minuten
- Cima d'Ezze, 2362 m ⊙ 1 Stunde 15 Minuten